# Flughafen Langkawi

i8
i11
i13
Der Langkawi International Airport (IATA-Code: LGK, ICAO-Code: WMKL) ist der internationale Flughafen der Insel Langkawi in Malaysia. Der Flughafen ist an der Westküste der Insel, etwa 25 Minuten von Kuah, dem Hauptort der Insel entfernt. Es gibt regelmäßige Flüge nach Kuala Lumpur, Penang und Singapur. Der Flughafen wird unter anderem von Air Asia und Malaysia Airlines angeflogen.
Da es auf Langkawi keine öffentlichen Verkehrsmittel gibt, ist der Flughafen nur mit dem Taxi oder mit einem Mietwagen zu erreichen.